# La Chapelle-Lasson
La Chapelle-Lasson är en kommun i departementet Marne i regionen Grand Est (tidigare regionen Champagne-Ardenne) i nordöstra Frankrike. Kommunen ligger i kantonen Anglure som tillhör arrondissementet Épernay. År 2022 hade La Chapelle-Lasson 85 invånare.

## Befolkningsutveckling
Antalet invånare i kommunen La Chapelle-Lasson
| Referens: INSEE |